# Windfall : Des dollars tombés du ciel
Pour les articles homonymes, voir Windfall.
Windfall : Des dollars tombés du ciel (Windfall) est une série télévisée américaine en treize épisodes de 42 minutes, créée par Laurie McCarthy et Gwendolyn M. Parker et diffusée entre le 8 juin et le 31 août 2006 sur le réseau NBC.
En France, la série a été diffusée entre le 8 avril et le 13 mai 2007 sur M6, en Belgique sur RTL-TVI, et au Québec à partir du 24 mars 2008 à Séries+.

## Synopsis
Quatre amis participent à un pot commun avec seize autres personnes afin d'acheter un billet de loterie. Lorsque le billet s'avère gagnant à 386 millions de dollars, c'est l'occasion pour chacun de régler ses comptes avec ses fantômes et construire une nouvelle vie.

## Distribution
- Luke Perry (VF : Lionel Tua) : Peter Schaefer
- Lana Parrilla (VF : Danièle Douet) : Nina Schaefer
- Jason Gedrick (VF : Bruno Choël) : Cameron Walsh
- Sarah Wynter (VF : Vanina Pradier) : Beth Walsh
- D.J. Cotrona (VF : Cedric Dumond) : Sean Mathers
- Alice Greczyn (VF : Charlyne Pestel) : Frankie Towsend
- Jon Foster (VF : Charles Pestel) : Damien Cutler
- Emma Prescott : Violet Schaefer
- Larissa Drekonja (en) (VF : Sybille Tureau) : Galina Kokorev (12 épisodes)
- Channon Roe (VF : Emmanuel Karsen) : Jeremy (12 épisodes)
- Jaclyn DeSantis (en) (VF : Véronique Desmadryl) : Maggie Hernandez (11 épisodes)
- Nikki Deloach (VF : Marie-Eugénie Maréchal) : Sunny Van Hattem (11 épisodes)
- Peyton List : Tally Reida (11 épisodes)
- Jonathan LaPaglia (VF : Bernard Bollet) : Dave Park (8 épisodes)
- Sarah Rose Glassman : Daisy Schaefer (8 épisodes)
- Tembi Locke (VF : Véronique Borgias) : Addie Towsend (6 épisodes)
- Malinda Williams (VF : Fily Keita) : Kimberly Jones (5 épisodes)
- Sarah Jane Morris (VF : Stéphanie Lafforgue) : Zoe Reida (4 épisodes)
- Nicholle Tom (VF : Claire Guyot) : Elisa (épisodes 1 à 3)
- Cheyenne Haynes (en) : Isabel Hernandez (épisode 3)

 Source et légende : version française (VF) sur RS Doublage

## Production
Le projet de Laurie McCarthy et Gwendolyn Parker a été commandé sous le titre Ticket to Ride par le réseau Fox en janvier 2005. Le mois suivant, Luke Perry et Jason Gedrick sont les premiers à intégrer la distribution. Le pilote, sous son titre actuel, est laissé sans suite.
Fin juin, NBC récupère la série et en profite pour y effectuer des changements au scénario et annonce officiellement la série le mois suivant.

## Épisodes
| N° | Titre                                         | Réalisation            | Scénario                            | Première diffusion | Diffusion française |
| -- | --------------------------------------------- | ---------------------- | ----------------------------------- | ------------------ | ------------------- |
| 01 | Jackpot Pilot                                 | David Semel            | Laurie McCarthy Gwendolyn M. Parker | 8 juin 2006        | 8 avril 2007        |
| 02 | Premières Folies The Getaway                  | Fred Keller (en)       | Laurie McCarthy                     | 15 juin 2006       | 8 avril 2007        |
| 03 | Convoitises There and Gone Again              | Harry Winer            | P.K. Simonds                        | 22 juin 2006       | 8 avril 2007        |
| 04 | Un ticket pour l'enfer Running with the Devil | Tawnia McKiernan (en)  | Laurie McCarthy Joy Gregory         | 29 juin 2006       | 15 avril 2007       |
| 05 | Monnaie d'échange Money Changes               | Steven Robman (en)     | Frank Military                      | 6 juillet 2006     | 15 avril 2007       |
| 06 | Faux-semblants White Knights                  | Gil Junger             | P.K. Simonds Stephen Hootstein      | 13 juillet 2006    | 22 avril 2007       |
| 07 | Liaisons dangereuses Chaning Partnerts        | Ellen S. Pressman (en) | P.K. Simonds Laurie McCarthy        | 20 juillet 2006    | 22 avril 2007       |
| 08 | Rêves d'enfance Answered Players              | Bethany Rooney (en)    | Mark B. Perry (en)                  | 27 juillet 2006    | 29 avril 2007       |
| 09 | Pris au piège The Myth of More                | Matt Shakman           | Oliver Goldstick (en)               | 3 août 2006        | 29 avril 2007       |
| 10 | Le Choix d'une vie Crash into You             | David Paymer           | Laurie McCarthy Nancy Oliver        | 10 août 2006       | 6 mai 2007          |
| 11 | La Vérité en face Truth be Told               | Harry Winer            | Brett Mahoney P.K. Simonds          | 17 août 2006       | 6 mai 2007          |
| 12 | Mesures d'urgences Urgent Care                | Ellen S. Pressman      | Todd Eliassen Mark B. Perry         | 24 août 2006       | 13 mai 2007         |
| 13 | L'argent ne fait pas le bonheur Priceless     | Fred Keller            | Laurie McCarthy P.K. Simonds        | 31 août 2006       | 13 mai 2007         |

## Commentaires
En raison de mauvaises audiences aux États-Unis, NBC a décidé de ne pas renouveler la série pour une deuxième saison.